# As Good as New
As Good as New ist ein Lied der Popgruppe ABBA. Es wurde im Jahr 1979 von Benny Andersson und Björn Ulveaus geschrieben und auf dem Album Voulez-Vous veröffentlicht. Agnetha Fältskog übernimmt die Lead-Vocals. Der Text handelt von einer wiederaufflammenden Liebe für eine Person, nachdem man sich mit eigenem Willen von dieser getrennt hat.

## Entstehung
Das Lied entstand im Winter 1979, als Benny und Björn sich auf Inspirationsreise auf die Bahamas und nach Florida begaben. Dort hatten sie Zugang zum damals modernen, amerikanischen Pop, der den Sound des Stückes stark beeinflusst. Die Aufnahmen waren, gemeinsam mit I Have A Dream, die letzten für das Album und fanden am 14. März 1979 statt.

## Veröffentlichung
Erstmals wurde das Lied am 23. April 1979 auf dem Album Voulez-Vous veröffentlicht; es ist der erste Titel auf dem Album. Zudem belegt As Good as New die B-Seite für die spanische Ausgabe von I Have a Dream, Estoy Sonando in spanischsprachigen Ländern.
Während der Welttournee im Jahr 1979/80 wurde der Popsong ebenfalls gespielt, und dementsprechend erschien die Liveversion auch auf ABBA - Live at Wembley Arena, dem zweiten Livealbum der Gruppe. Ausschnitte aus der Live- und Studioversion sind des Weiteren in der Dokumentation ABBA in Concert zu hören.